# آبشار ویلی
آبشار ویلی (به لاتین: Wli waterfalls) یک آبشار در غنا است که در Hohoe واقع شده‌است.